# NGC 2228
NGC 2228 is een lensvormig sterrenstelsel in het sterrenbeeld Goudvis. Het hemelobject werd op 31 januari 1835 ontdekt door de Britse astronoom John Herschel.

## Synoniemen
- ESO 87-7
- FAIR 249
- DRCG 50-89
- PGC 18862